# FIDAE

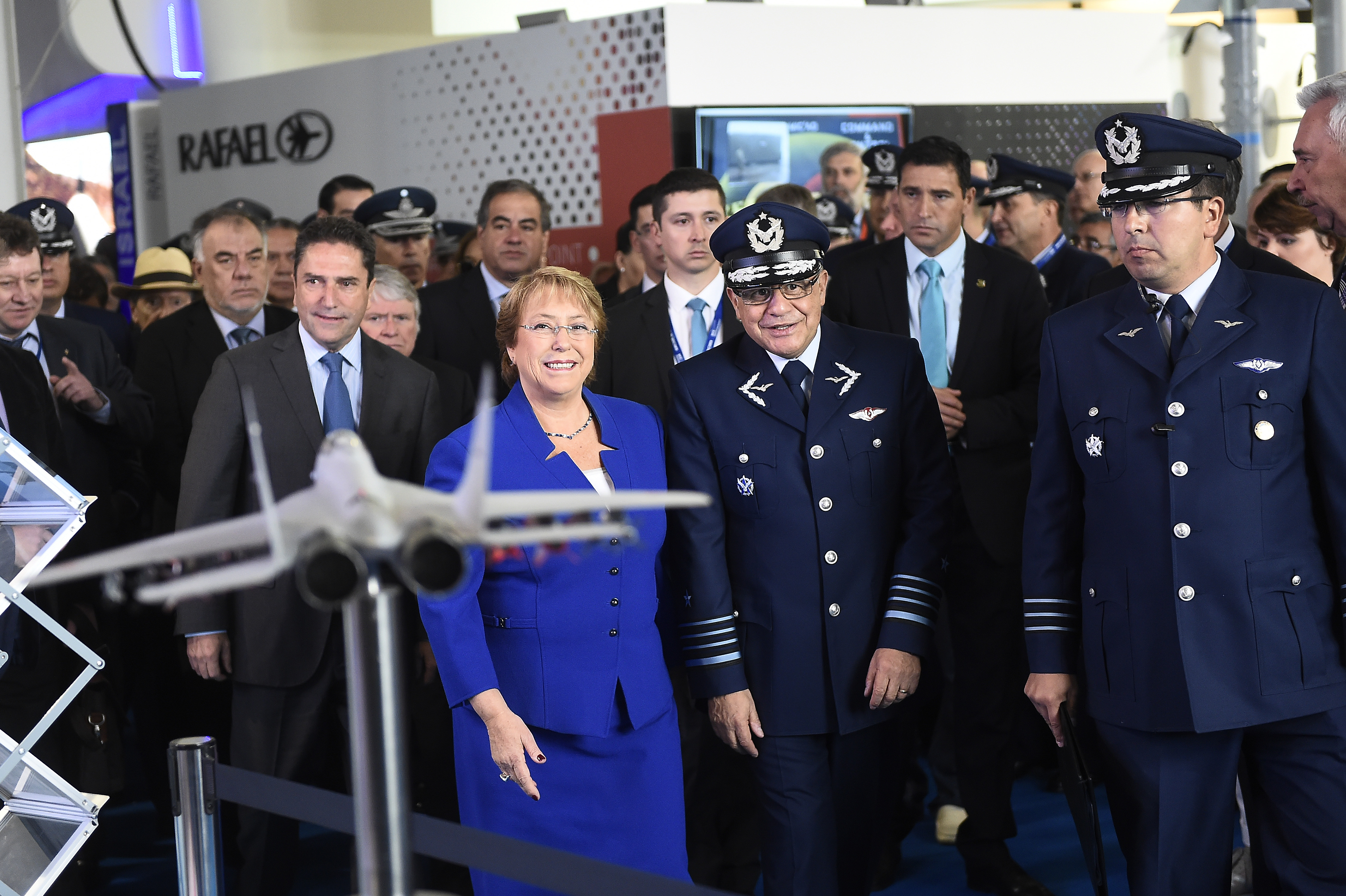
Eröffnung der Ausstellung 2016 durch die chilenische Präsidentin Michelle Bachelet

Die FIDAE (spanisch: Feria Internacional del Aire y del Espacio; englisch: International Air & Space Fair; deutsch: Internationale Ausstellung für Luft- und Raumfahrt) ist eine internationale, in Santiago de Chile zweijährig stattfindende Luftfahrtmesse mit militärischem Hintergrund.
Die Messe findet alle zwei Jahre statt. Im Jahr 1990 wurde der Name in die heutige Bezeichnung geändert.

## Geschichte
Die erste Veranstaltung, damals unter dem Namen FIDA’80 (Feria Internacional del Aire), fand vom 21. bis 30. März 1980 statt und deren Zeitraum sollte an das Ereignis einer Besetzung von Hangars durch chilenische Militärs vor 50 Jahren während einer Krisensituation erinnern. Im Rahmen dieser internationalen Veranstaltung wurde der Luftwaffenstützpunkt El Bosque der chilenischen Luftstreitkräfte in Betrieb genommen. Anlass für die Messe war das 50-jährige Jubiläum der Gründung der chilenischen Luftstreitkräfte statt.
Das Anliegen der FIDA’80 bestand darin, dass der Gastgeber, die chilenischen Luftstreitkräfte, eine Einladung an ähnliche und befreundete Institutionen (Kooperation südamerikanischer Junta-Staaten) sowie an Vertreter der Luftfahrt- und Rüstungsindustrie auszusprechen. An der ersten Ausstellung beteiligten sich 32 Partner aus 13 Ländern mit 113 Ständen. Die Zahl der Besucher wurde mit 115.000 Personen beziffert. Gezeigt wurden u. a. die Cessna A-37B und Cessna T-37, Hawker Hunter und die Northrop F-5ETiger I, eine demilitarisierte Version der C-130H Hercules der spanischen Luftstreitkräfte sowie das Ausbildungsflugzeug CASA C-101. Unter den beteiligten südamerikanischen Staaten befanden sich Argentinien mit einer IA-58 Pucara, und Brasilien mit einer EMB 121 Xingu und EMB-110 Bandeirante. Der Schwerpunkt lag auf Entwicklungen im militärischen Flugzeugbau. Ferner präsentierte die Ausstellung Exponate des Segelflugs, des Modellbaus und der Funkfernsteuerungstechnik.
Auf der FIDA’84 zeigte Südafrika durch seinen Rüstungskonzern Armscor das raketengestützte Flugabwehrsystem (Luft-Luft-Rakete) Kukri V3, das durch einen Piloten mit Zielsteuerung im Helm bedient werden konnte. Diese Präsentation war eine der größten Attraktionen auf dieser Luftfahrtmesse. Daneben trat Südafrika mit einer Neuentwicklung der Funktechnik auf, wonach während der Signalübertragung die Sendefrequenz gewechselt wird (frequency-hopping). Piet G. Marais, damaliger Vorstand von Armscor, präsentierte beide Ausstellungsobjekte als besondere Ergebnisse des internationalen Embargos gegen sein Land, die starke motivierende Kräfte freigesetzt hätten. Weiterhin schätzte er ein, dass Südafrika nun weltweit zu den Top-5-Staaten bei der Produktion militärischer Ausrüstung gehöre. Bei der Munitionsherstellung wähnte Marais sein Land nach den USA und der Sowjetunion an dritter Stelle in der Welt und stellte besonders die Variantenvielfalt und Innovationsbreite unter der Leitung von Armscor heraus. Vom 3. bis 10. März 1984 waren 174 Aussteller mit 254 Ständen aus 19 Staaten vertreten. Es wurden im Verlaufe der Veranstaltung 200.000 Besucher gezählt.
Auf Grund des wachsenden Erfolgs der Veranstaltung zog die Messe im Jahr 1990 um und nahm auf dem Flughafen Los Cerrillos ihr Quartier. Eine Erweiterung machte sich 2006 erforderlich und der aktuelle Standort befindet sich nun auf dem Aeropuerto Arturo Merino Benitez, dem internationalen Flughafen von Santiago.
2024 schloss Chile Israel von der Teilnahme an der FIDAE aus. Chile hatte beim Internationalen Strafgerichtshof Klage gegen den israelischen Premierminister Benjamin Netanjahu sowie gegen andere Politiker und Militärs wegen Kriegsverbrechen und Verbrechen gegen die Menschheit eingereicht.

## Abbildungen

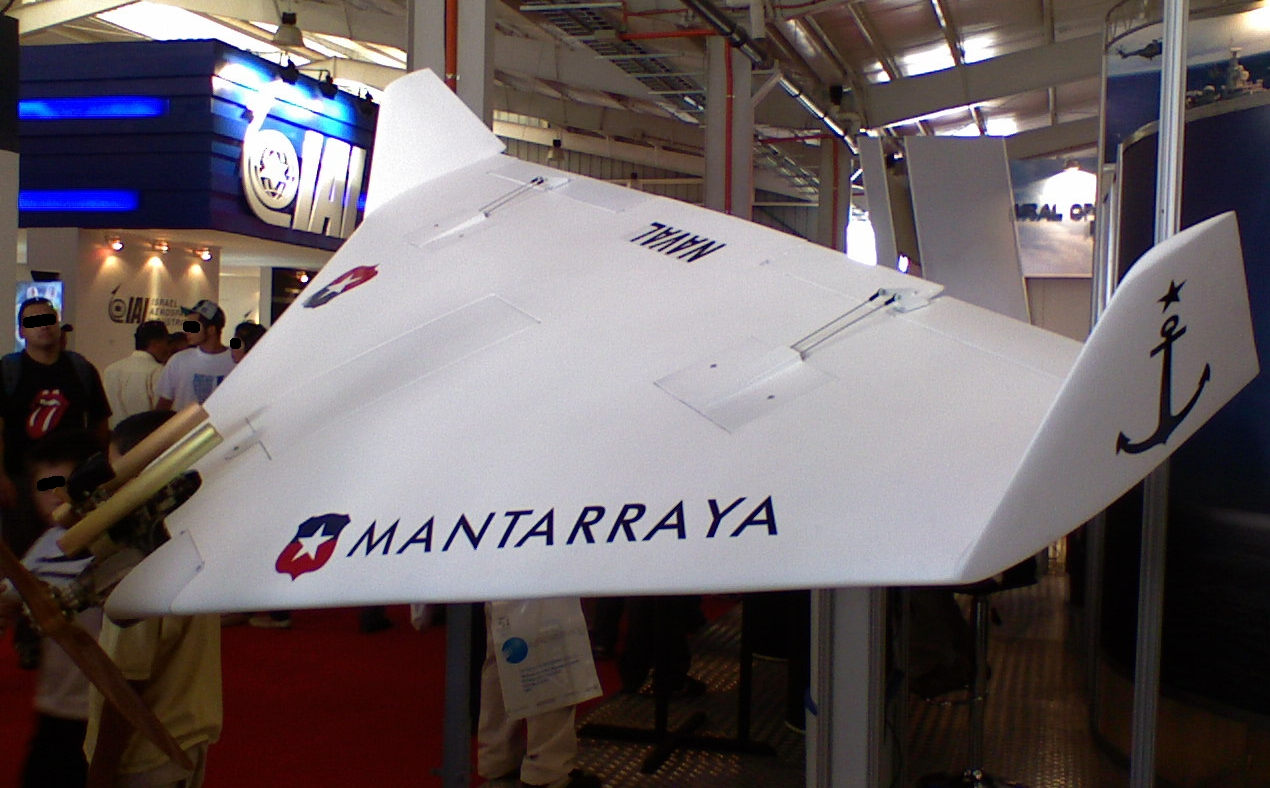
Manta I, unbemanntes Flugzeug der chilenischen Luftwaffe (FIDAE 2008)
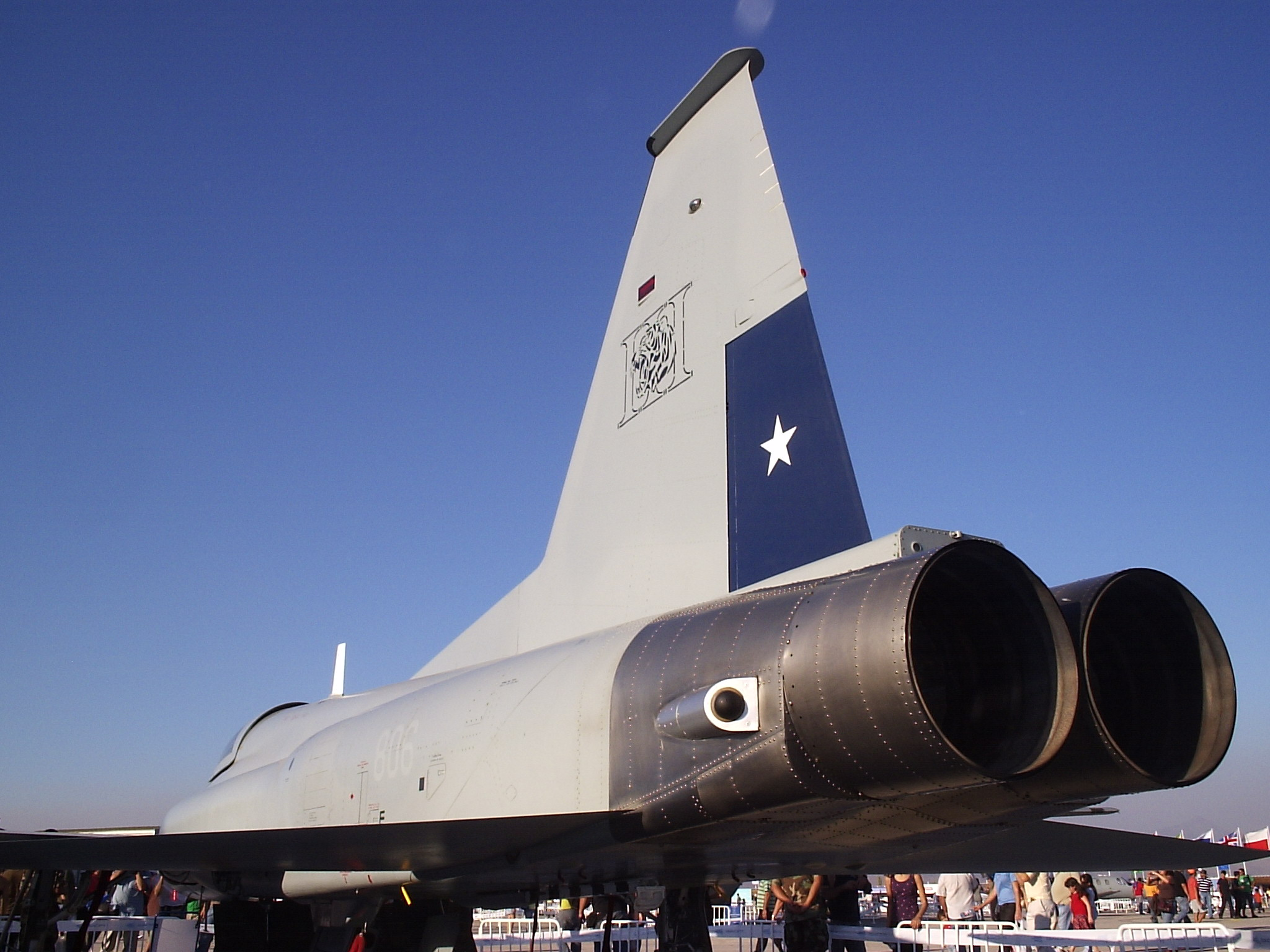
F-5 Tiger III Plus (FIDAE 2008)
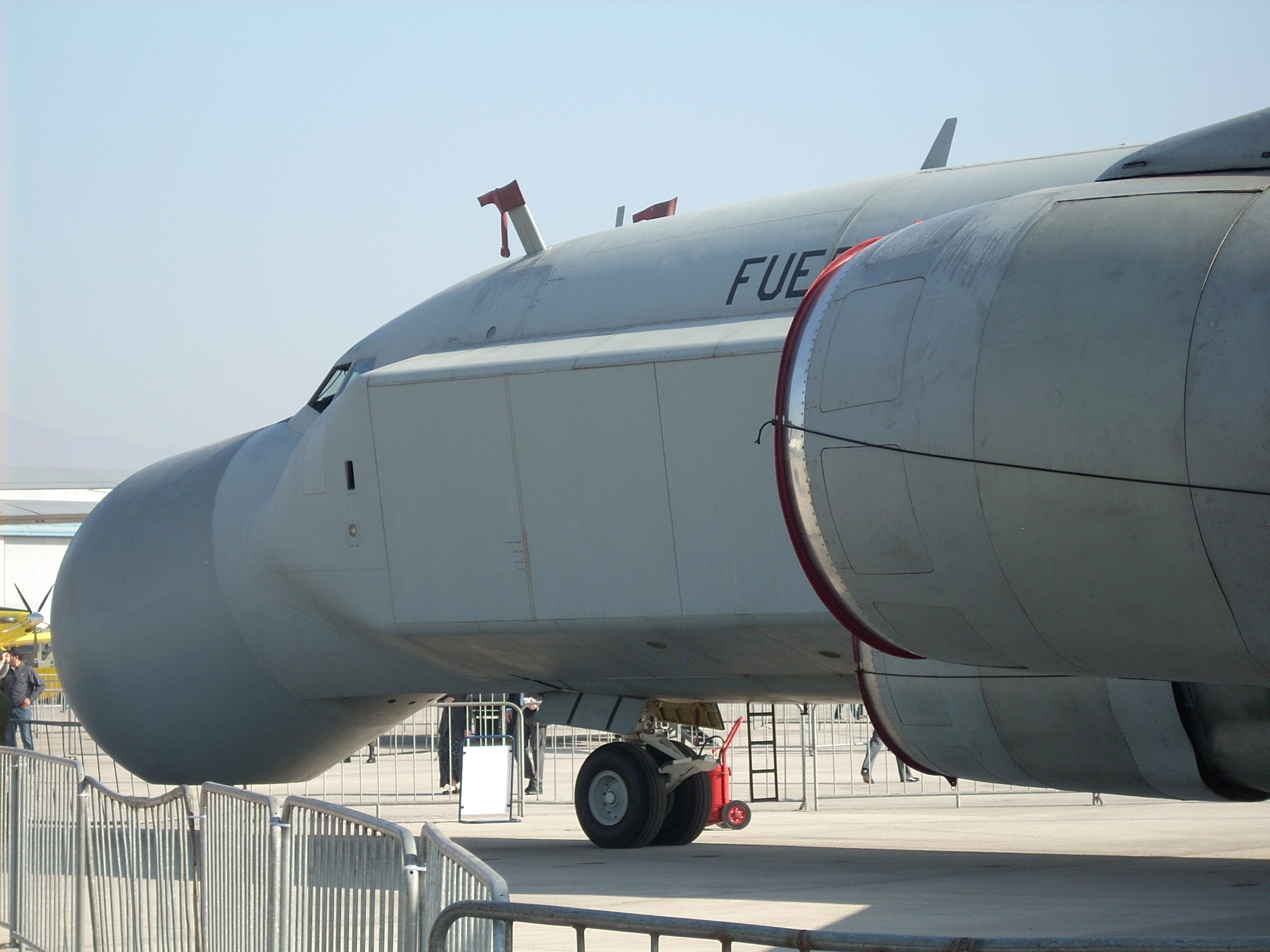
EB 707 Cóndor FACh (FIDAE 2014)

## Belege
1. 1 2  Rafael Shinya: FIDA 1980 en Base aérea El Bosque (Memento vom 6. September 2016 im Internet Archive). auf www.fidaegroup.cl (spanisch)
2. ↑  SAIRR: Race Relations Survey 1984. Johannesburg 1985, S. 740–741
3. ↑  Rafael Shinya: FIDA 1984 en Base Aérea El Bosque (Memento vom 7. September 2016 im Internet Archive). auf www.fidaegroup.cl (spanisch)
4. ↑  FIDAE:  History (Memento vom 7. September 2016 im Internet Archive). auf www.fidae.cl (englisch)
5. ↑  Michael Roth: Chile schließt Israel von der Internationalen Luft- und Raumfahrtmesse aus, 13. März 2024
6. ↑  Volker Hermsdorf: Klage aus Chile - Gazakrieg: Israels Premier Netanjahu muss sich in Den Haag auch vor Strafgerichtshof verantworten, 8. Januar 2024.

Koordinaten: 33° 23′ 34″ S, 70° 47′ 8″ W